# Love and Other Disasters (album)
Love and Other Disasters è il terzo album in studio della band svedese dei Sonic Syndicate pubblicato nel mese di settembre del 2008 dalla Nuclear Blast.

## Tracce
1. Encaged - 4:26
2. Hellgate: Worcester - 3:23
3. Jack of Diamonds - 3:41
4. My Escape - 4:10
5. Fallout - 3:51
6. Power Shift - 3:32
7. Contradiction 3:32
8. Damage Control - 3:49
9. Red Eyed Friend - 4:43
10. Affliction - 5:11

### Edizione Limitata
1. Ruin - 3:42
2. Dead Planet - 4:21

### Edizione Giapponese
1. Ruin - 3:42
2. Dead Planet - 4:21
3. Mission Undertaker - 5:03

## Formazione
- Richard Sjunnesson - voce
- Roland Johansson - voce
- Roger Sjunnesson – chitarra
- Robin Sjunnesson – chitarra
- Karin Axelsson - basso
- John Bengtsson - batteria